# Karabułak (rejon Sajram)
Karabułak (kaz. Қарабұлақ; ros. Карабулак) – wieś w południowym Kazachstanie, w obwodzie turkiestańskim, w rejonie Sajram, siedziba administracyjna okręgu wiejskiego Karabułak. W 2009 roku liczyła ok. 35 tys. mieszkańców.
99% ludności wsi stanowią Uzbecy.